# Campeonato Venezolano de Clubes de Rugby 2011
El Campeonato Nacional de Clubes 2011 es una edición del Campeonato Nacional de Clubes de rugby 15 masculino en Venezuela. Fue organizado por la Federación Venezolana de Rugby. La fase regular del torneo duró desde febrero del 2011 hasta junio del 2011.  Luego se hicieron los cuartos de final en junio con los campeones de cada unión. Posteriormente las semifinales. El partido final se jugó el 2 de julio de 2011. CR Caballeros de Mérida resultó vencedor del campeonato 2011, mientras que Maracaibo Rugby Football Club obtuvo el segundo lugar.

## Unión Occidental

### Sub Zona Zulia
| Equipo                                | Ciudad    | Estadio                  |
| ------------------------------------- | --------- | ------------------------ |
| Maracaibo Rugby Football Club         | Maracaibo | Estadio Alejandro Borges |
| Tigres de Cabimas Rugby Football Club | Cabimas   | Estadio Venoil           |
| Zulianos Rugby Football Club          | Maracaibo | Estadio La Rotaria       |
| Trujillanos Rugby Club                | Trujillo  | ???                      |

Maracaibo Rugby Football Club clasificó al Round Robin de la División Occidental.

### Sub Zona Mérida
| Equipo                     | Ciudad   | Estadio                     |
| -------------------------- | -------- | --------------------------- |
| IUTE                       | Ejido    | ???                         |
| CR Caballeros de Mérida    | Mérida   | Estadio La Hechicera        |
| Mérida Rugby Club          | Mérida   | Estadio Guillermo Soto Rosa |
| Pucará El Vigía Rugby Club | El Vigía | ???                         |

CR Caballeros de Mérida clasificó al Round Robin de la División Occidental por ser ganador de la Sub Zona Mérida. Mérida Rugby Club clasificó al Round Robin de la División Occidental como comodín.

### Sub Zona Táchira
| Equipo                           | Ciudad                  | Estadio |
| -------------------------------- | ----------------------- | ------- |
| Centauros Rugby Club             | San Cristóbal           | ???     |
| Universidad Católica del Táchira | San Cristóbal           | ???     |
| Táchira Titans Rugby Club        | San Cristóbal           | ???     |
| Borregos Rugby Club              | Santa Bárbara del Zulia | ???     |

Borregos Rugby Club clasificó al Round Robin de la División Occidental.